# Loutrá Oraías Elénis
Loutrá Oraías Elénis (Loutra Oraias Elenis, Loutra Elenis) är en ort i Grekland.   Den ligger i prefekturen Nomós Korinthías och regionen Peloponnesos, i den sydöstra delen av landet, 60 km väster om huvudstaden Aten. Loutrá Oraías Elénis ligger 1 meter över havet och antalet invånare är 1 145.
Terrängen runt Loutrá Oraías Elénis är kuperad åt sydost, men åt nordväst är den platt. Havet är nära Loutrá Oraías Elénis åt nordost.  Närmaste större samhälle är Korinth, 9,2 km norr om Loutrá Oraías Elénis. 